# حقیقتی دیگر
کتابِ حقیقتی دیگر، باز هم گفت و شنودی با دون خوان A Separate Reality: Further Conversations With Don Juan توسط انسان‌شناس / نویسنده، کارلوس کاستاندا، در سال ۱۹۷۱ منتشر شده‌است، مربوط به وقایعی است که در طول دوره کارآموزی وی با دون خوان ماتوس، بین سال‌های ۱۹۶۰ تا ۱۹۶۵ رخ داده‌است.
در کتاب کاستاندا Castaneda توضیحات مربوط به کارآموزی خود را، تحت آموزش دون خوان ادامه می‌دهد. تمرکز اصلی کتاب متمرکز بر تلاش‌های دون خوان برای دیدنِ شاگردش است، عملی که به بهترین شکل توصیف شده‌است، «درک مستقیم انرژی همان‌طور که در جهان جریان دارد».
این کتاب شامل یک مقدمه، یک داستان و دو بخش جداگانه است. قسمت اول، مقدمات " دیدن "، شروع دوباره کارآموزی وی، و همچنین معرفی یک بروخو (ساحر) دیگر، به نام دون خنارو (گنارو) Don Genaro هست. قسمت دوم، کار" دیدن " و به تشریح فرایندهای ذهنی درگیر با دیدن می‌پردازد.

## خلاصه‌ای از مفاهیم کتاب
زندگی تمرینی است در بزنگاه.
در لحظه مرگ تمام مفهوم‌های ناشی از منطق فرومی‌ریزد.
مشاوره با مرگ منجر به رفتار بی‌عیب و نقص می‌گردد.
از ابهام دنیا درس بگیریم و سر تعظیم فرو آوریم.
این کتاب تحت عنوان حقیقتی دیگر بازهم گفت وشنودی با دون خوان به شماره شابک ۰ - ۶ - ۹۰۲۵۵۹ - ۹۴۶ به چاپ رسیده‌است.